# Чуєш біль
«Чуєш біль» — дебютний аудіоальбом гурту «Скрябін». записаний на бобінний магнітофон в 1989 році. Офіційно не видавався     
Пісні «Я Живу», «L'amour Attack», «Чуєш біль», «Самотній в'язень», «Плани (на тоді, коли)» також присутні на компакт-дисках і касетах (в інших інтерпретаціях). Крім того було 2 варіанта альбому — англомовний та україномовний (деякі пісні писались спочатку англійською мовою, а потім перекладались українською). Більшість оригінальних треків так і залишились невідомими українському слухачу. На даний момент Ростислав Домішевський та інші учасники першого складу гурту збирають фрагменти того матеріалу, і мають згідно трекліста майже весь матеріал , щоправда в них одна «збірна» копія, яка містить частину треків з англомовної версії альбому і частину з україномовної, повних версій англо- і україномовних версій альбому, на жаль, немає.
В фейсбук сторінці фанів гурту, та на ютубі є уривки оригінальних треків «Don't Wanna Miss You», «Happy Birthday» англомовної «Чуєш біль - (Feel the Pain)», та одної з версій пісні «Lonely Prisoner». Усі інші пісні що приписуються альбому і є в доступі це перезаписи більш пізнього "технофайтівського періоду", та перезаписи для альбомів "Птахи", "Казки". 

## Список композицій
| #   | Назва                                      | Тривалість |
| --- | ------------------------------------------ | ---------- |
| 1.  | «Інтро (Рік пройшов, як він пішов у світ)» |            |
| 2.  | «Nobody Fools Me After»                    |            |
| 3.  | «Хмари там, де шторм»                      |            |
| 4.  | «Син дощу»                                 |            |
| 5.  | «О, Ніза»                                  | 2:53       |
| 6.  | «Don't Wanna Miss You»                     |            |
| 7.  | «Happy Birthday»                           |            |
| 8.  | «Я живу»                                   | 3:03       |
| 9.  | «L'amour Attack»                           | 4:12       |
| 10. | «Чуєш Біль»                                |            |
| 11. | «Самотній в'язень»                         | 3:44       |
| 12. | «Плани (на тоді, коли)»                    | 3:55       |

## Склад гурту
- Андрій «Кузьма» Кузьменко — клавішні, вокал, тексти, музика
- Сергій «Шура» Гера — клавішні, аранжування
- Ростислав «Рой» Домішевський — бас-гітара
- Ігор Яцишин — ударні
- Олександр Скрябін — звукорежисура, аранжування

## Відеокліп

### Створення
Режисером кліпу на титульну пісню «Чуєш біль» став Володимир Зайковський. Кліп став першим в історії групи «Скрябін».
Відеокліп знімався з серпня по жовтень 1989 року в місті Новояворівську. Кліп знятий на чорно-білу плівку. Спеціально для кліпу було записано варіант пісні, який був по тривалості довший оригінальної, що ввійшла в альбом (оригінальна альбомна композиція «Чуєш біль» була коротша за тривалістю, на даний момент вважається втраченою). Крім того відомо що Зайковський вирізав фрагмент з середини пісні, тому що після монтажу кліп вийшов трохи коротшим, чим надана музикантами фонограма.

### Сюжет
Сюжет кліпу розповідає про безіменного Героя (у виконанні Андрія Кузьменка), який на початку кліпу «народжується» з води і вирушає в подорож містом. На своєму шляху він бачить інших героїв кліпу — Скрипаля, Флейтиста, а також тріо персонажів (у виконанні Ростислава Домішевського, Олександра Скрябіна та Ігоря Яцишина). Герой безуспішно намагається наздогнати Дівчину-Музу (Галина Осьмак). Наприкінці кліпу Герой підіймається на дах будинку, де, окрім тріо персонажів, бачить свого двійника, який, на мить глянувши на Героя, стрибає з даху. Сюжет кліпу періодично переривається несюжетними вставками, де учасники групи проводять записи і репетицію на студії «Спати».

### Видання
Прем'єра кліпу відбулась на рок-концерті студії «Спати» 5 листопада 1989 року. Оригінал кліпу демонструвався на фестивалях андеграундного кіно у 1990 році в Москві та Брюсселі. Окремі епізоди кліпу демонструвалися на телебаченні під час виступів групи, деякі фрагменти кліпу увійшли в кліп «Наш останній танець». На початку 2000-х «піратська» копія кліпу була викладена в мережі Інтернет і була поганої якості через затемненість багатьох сцен. На DVD кліп був виданий у 2006 році на неофіційній збірці відеокліпів «Скрябіна», знятих Володимиром Зайковським. Спеціально для цього видання усі «несюжетні» вставки відеокліпу були зафільмовані на корольову плівку з переважаючою жовтою гаммою, а розмір кадру підведений під широкоформатний шляхом «обрізування» верхньої і нижньої частини екрану. Оригінальна версія кліпу (повністю чорно-біла і з оригінальним розміром кадру) була викладена на сайті http://skryabin.ictv.ua/ [Архівовано 16 квітня 2015 у Wayback Machine.] до виходу програми «Скрябін. Постскриптум» на каналі «ICTV» 18 березня 2015 року. Раніше оригінальну версію можна було побачити епізодично в кліпі «Наш останній танець».

### Версії кліпу
Наразі є 3 версії кліпу:
- Піратська[3]
- Режисерська[4]
- Телевізійна [5]

Перша, імовірно, оцифрована з невідомої збірки кліпів «Скрябіна», яка поширювалася на відеокасетах, і має погану якість, порівнянну зі старою VHS-плівкою. Вона розповсюджувалась в Інтернеті з початку 2000-х років. 
«Режисерська» версія кліпу є оцифровкою, виконаною самим Зайковським, для авторської збірки кліпів у 2006 році. Частина сцен була пофарбована у жовті тони, а також дещо обрізане зображення. Її якість помітно краща за «піратську» версію. Ще одну копію було викладено на YouTube українським телеканалом ICTV і, за припущенням режисера, взято з архівів київської телерадіокомпанії, де режисер робив свого часу копії своїх кліпів. Вона має відмінну якість зображення.
Цей кліп є єдиним джерелом, у якому можна послухати цю пісню, при цьому окремо в Мережі можна зустріти і аудіодоріжку відео. Достеменно відомо, що режисер особисто вирізав фрагмент із середини пісні, оскільки відеокліп тривав менше, ніж оригінальний запис. Ця склейка помітна, якщо прислухатися уважніше. Також, «піратська» версія унікальна наявністю трохи довшої кінцівки, у пізніших оцифровках вона на кілька секунд коротша й ідентична в обох версіях. Загалом, аудіо було накладено у кожній версії по-різному. Отже, цю пісню можна віднести до розряду «частково знайдених».
1. ↑  Как снимался клип "Чуешь біль". web.archive.org. 13 червня 2021. Архів оригіналу за 13 червня 2021. Процитовано 8 лютого 2023. [Архівовано 2021-06-13 у Wayback Machine.]
2. ↑  Володимир Зайковський «Як знімався кліп Чуєш Біль» http://filmmaker.zvmart.ru/clip/skrbn2.html [Архівовано 13 червня 2021 у Wayback Machine.]
3. ↑  Скрябін - Чуєш біль (1989) (укр.), процитовано 8 лютого 2023
4. ↑  Скрябін - Чуєш біль (1989 рік). Перший кліп гурту. (укр.), процитовано 8 лютого 2023
5. ↑  Первый фильм-клип группы "Скрябин" "Чуєш біль" (укр.), процитовано 8 лютого 2023